# Samy Ben Letaief

a Compétitions nationales et continentales officielles uniquement.

b Matchs officiels uniquement.
Dernière mise à jour le 10 juin 2014.
Samy Ben Letaief, né le 26 juillet 1990 à Carpentras, est un joueur français de rugby à XV qui évolue au poste d'ailier. Il compte plusieurs sélections en équipe de France de rugby à sept.

## Biographie
Natif du Sud-Est de la France, Samy Ben Letaief comme à pratiquer le rugby à XV au sein du Boxeland Club islois, club de L'Isle-sur-la-Sorgue,. Il est approché en 2008 par le staff de l'US Montauban afin de passer une série de tests, qui mèneront à une signature d'un contrat espoir en Tarn-et-Garonne. Il n'évolue pas avec le groupe professionnel, comme le témoigne sa seule apparition sur la feuille de match en deux ans, en raison de ses entraînements fréquents au Centre national de Marcoussis. En effet, il intègre l'équipe de France de rugby à sept entre 2009 et 2011, sa première sélection au poste de talonneur tombe dans le cadre du tournoi de Dubaï en novembre 2009, comptant pour le tournoi de la série mondiale,.
Après deux nouvelles années sous contrat espoir au sein du RC Toulon, sans jouer davantage de matchs en équipe première, il rejoint la Pro D2 pour gagner du temps de jeu et signe un contrat professionnel avec l'US Dax en 2012,. Non conservé après deux saisons dans les Landes, il rejoint son premier club professionnel et champion de Fédérale 1 en titre, l'US Montauban, pour une année.